# Фэрфакс, Джастин
Джа́стин Э́двард Фэ́рфакс (англ. Justin Edward Fairfax; род. 17 февраля 1979 года, Питтсбург, Пенсильвания) — американский юрист и политик-демократ, вице-губернатор штата Виргиния с 13 января 2018 года по 15 января 2022 года.

## Биография
Фэрфакс переехал со своей семьей из Питтсбурга в Северо-Восточный Вашингтон, когда ему было пять лет. Фэрфакс, один из четырех детей, окончил католическую среднюю школу ДеМата в Хаятсвилле, штат Мэриленд. Фэрфакс окончил Университет Дьюка в 2000 году, специальность «Государственная политика». Он работал на Типпер Гор во время президентской кампании 2000 года в Эла Гора, в офисе кампании в Нэшвилле, Теннесси. Фэрфакс был также помощником сенатора от Северной Каролины Джона Эдвардса, в офисе сенатора в Вашингтоне.
В течение двух лет работал в юридическом комитете Сената, проходил обучение в Юридической школе Колумбийского университета. Летом 2004 года он присоединился к президентской кампании Джона Керри, работал на Джона Эдвардса.
Затем он работал судебным клерком судьи Окружного суда Восточного округа Виргинии Джеральда Брюса Ли в 2005 году. До прихода в офис прокурора США в Восточном округе Виргинии в 2010 году работал в вашингтонском офисе юридической фирмы WilmerHale. Фэрфакс работал в течение двух лет в качестве федерального прокурора в Алегзандрии, штат Виргиния. Он занимал должность заместителя координатора Целевой группы по торговле людьми в Северной Виргинии.
Кандидат на должность генерального прокурора Виргинии в 2013 году. Фэрфакс был сопредседателем предвыборной кампании сенатора Марка Уорнера в 2014 году. В следующем году он был принят на работу в юридическую фирму Venable LLP, в офис фирмы в Тайсонсе.
Фэрфакс живет в Аннандейле, штат Виргиния, со своей женой и двумя детьми. Его жена — стоматолог.